# Họ Vành khuyên
Họ Vành khuyên hay khoen (danh pháp khoa học: Zosteropidae) là một họ chim chứa khoảng 140 loài thuộc bộ Sẻ (Passeriformes) có nguồn gốc từ vùng nhiệt đới và cận nhiệt đới châu Phi, miền nam châu Á và Australasia. Chúng cũng sinh sống trên phần lớn các hòn đảo của Ấn Độ Dương và Thái Bình Dương, nhưng có lẽ không có tại khu vực viễn đông của Polynesia. Nhiều loài trong họ này là đặc hữu, chỉ có tại một vài hòn đảo nào đó, trong số đó các loài với lưng nâu chỉ sinh sống trên các hòn đảo, nhưng những loài còn lại thì có sự phân bố khá rộng. Loài vành khuyên châu Đại Dương (Zosterops lateralis), định cư tự nhiên tại New Zealand, tại đây người ta gọi nó là "wax-eye" (mắt sáp) hay tauhau ("kẻ xa lạ"), từ năm 1855.
Các loài chim trong họ này nói chung rất khó phân biệt theo bề ngoài, bộ lông ở các phần trên của chúng nói chung hoặc là có màu hơi xỉn như màu ôliu ánh lục, nhưng một số loài có phần lông ở họng, ngực hay các phần dưới màu trắng hay vàng tươi, và một vài loài có phần hông màu vàng sẫm như màu da bò. Nhưng, như được chỉ ra trong tên gọi khoa học của chúng, có nguồn gốc từ tiếng Hy Lạp cổ đại để chỉ cái vành đai quanh mắt, xung quanh mắt của nhiều loài có một vành tròn màu trắng dễ thấy. Chúng có các cánh thuôn tròn và các chân khá khỏe. Chiều dài cơ thể tối đa khoảng 15 cm (6 inch).
Tất cả các loài trong họ này đều sống thành các bầy lớn và chỉ tách ra khi tới mùa sinh sản. Chúng làm tổ trên cây và đẻ 2-4 trứng màu lam nhạt không đốm. Thức ăn chủ yếu của chúng là côn trùng, nhưng cũng ăn cả mật hoa và quả của nhiều loài thực vật. Loài vành khuyên châu Đại Dương có thể là vấn đề tại các vườn nho tại Australia, do chúng khoét các quả nho và do đó làm giảm phẩm cấp của nho.

## Phân loại
Họ Vành khuyên được coi là một họ riêng biệt từ khá lâu trong lịch sử phân loại, do chúng là đồng phát sinh khi xem xét về mặt hình thái và sinh thái, dẫn tới ít có sự phân tỏa thích nghi và rẽ nhánh trong tiến hóa.
Chi Apalopteron, trước đây được đặt trong họ Ăn mật (Meliphagidae), đã được chuyển tới họ Vành khuyên trên cơ sở của các chứng cứ di truyền. Chúng khác biệt một cách rõ nét về bề ngoài với các loài điển hình thuộc chi Vành khuyên (Zosterops), nhưng lại khá gần với một vài chi sinh sống trong khu vực Micronesia; kiểu màu lông của chúng là sự lưu giữ tương đối đơn nhất của vành mắt trắng không hoàn hảo.
Năm 2003, Alice Cibois đã công bố các kết quả trong nghiên cứu của bà về các chuỗi dữ liệu DNA ti thể (mtDNA) cytochrome b và 12S/16S rRNA.
Theo kết quả của bà, các loài chim dạng vành khuyên có lẽ tạo thành một nhánh cũng chứa cả chi Khướu mào (Yuhina), là chi mà cho tới thời điểm đó vẫn được đặt trong họ Họa mi (Timaliidae), một họ lớn có thể coi như một "thùng rác" (chứa các loài hổ lốn, vị trí không rõ ràng). Các nghiên cứu ở mức phân tử trước đây (như Sibley & Ahlquist 1990, Barker và ctv 2002) cùng với các chứng cứ hình thái học đã đặt một cách không dứt khoát các loài chim dạng vành khuyên như là các họ hàng gần gũi nhất của họ Timaliidae. Nhưng một số câu hỏi vẫn tồn tại, chủ yếu là do các loài trong họ vành khuyên là rất giống nhau về thói quen và hành vi, trong khi các loài trong họ Họa mi lại khá khác nhau (với những kiến thức hiện nay, người ta đã biết rằng định nghĩa trước đây của họ này là đa ngành).

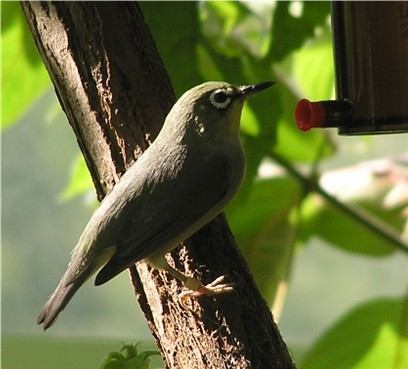
Vành khuyên họng vàng (Zosterops palpebrosus)

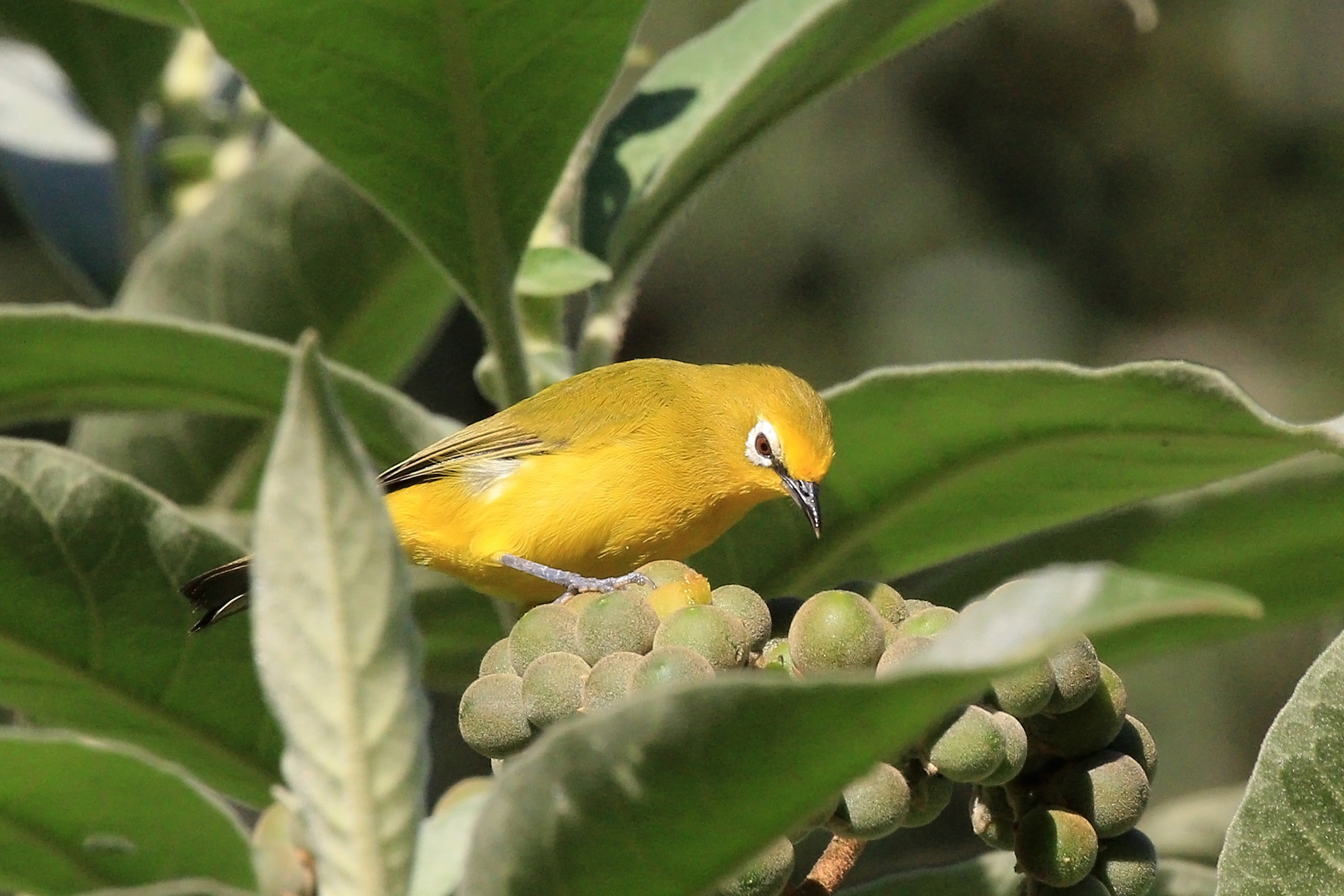
Vành khuyên vàng châu Phi

Cùng với các loài khướu mào (và có thể là cả một số chi khác của họ Timaliidae), thì các giới hạn giữa nhánh vành khuyên với nhánh họa mi "thật sự" của Cựu thế giới trở nên không rõ ràng. Vì thế, một số ý kiến khoa học đầu năm 2007 đã nghiêng về phía hợp nhất nhánh chứa vành khuyên vào trong họ Timaliidae, có lẽ dưới dạng của một phân họ có danh pháp là "Zosteropinae" (phân họ Vành khuyên). Tuy nhiên, chỉ có rất ít các loài trong họ Vành khuyên đã được nghiên cứu kỹ lưỡng với các kết quả mới, và gần như tất cả các loài này đều thuộc chi Zosterops mà tại thời điểm hiện nay dường như chúng vẫn ở tình trạng hổ lốn. Ngoài ra, nhiều chi/loài trong họ Họa mi vẫn chưa được giải quyết triệt để về quan hệ phát sinh loài. Có hay không có giới hạn rõ ràng của phân họ Vành khuyên/ họ hợp nhất mới vẫn đang là câu hỏi cần có thêm các nghiên cứu bao hàm toàn diện hơn của cả nhóm này lẫn họ Timaliidae để có thể giải quyết.
Ví dụ, sửa đổi của cả chi Yuhina và chi Stachyris trong công trình nghiên cứu của Cibois và ctv. năm 2002, dựa trên cùng các gen như trong công trình nghiên cứu của Cibois năm 2003, đã cho rằng các loài sinh sống tại khu vực Philippines mà một số tác giả khác cho là thuộc về chi Stachyrisus thì trên thực tế lại thuộc về chi Yuhina. Tuy nhiên, khi bài điểm báo của Jønsson & Fjeldså (2006) được phát hành, thì đã không có nghiên cứu nào được thử nghiệm để đề xuất quan hệ phát sinh chủng loài cho chi Yuhina theo định nghĩa mới. Vì thế, Jønsson & Fjeldså (2006) có lẽ đã đưa ra quan hệ phát sinh chủng loài một cách sai lầm cho nhóm này.
Dường như chi Yuhina (khướu mào) là đa ngành, với khướu mào cổ trắng (Yuhina diademata) có lẽ có quan hệ gần gũi với tổ tiên của chi Zosterops hơn là gần với các loài khướu mào khác, bao gồm cả các loài đã chuyển từ chi Stachyris sang
Các bài báo của Zhang et al. (2007) và Moyle et al. (2009) đã làm sáng tỏ mối quan hệ của khướu mào và khướu bụi nhánh Philippines (có lẽ thuộc về chi Zosterornis) trước đây được xếp trong chi Stachyris với vành khuyên

## Các chi

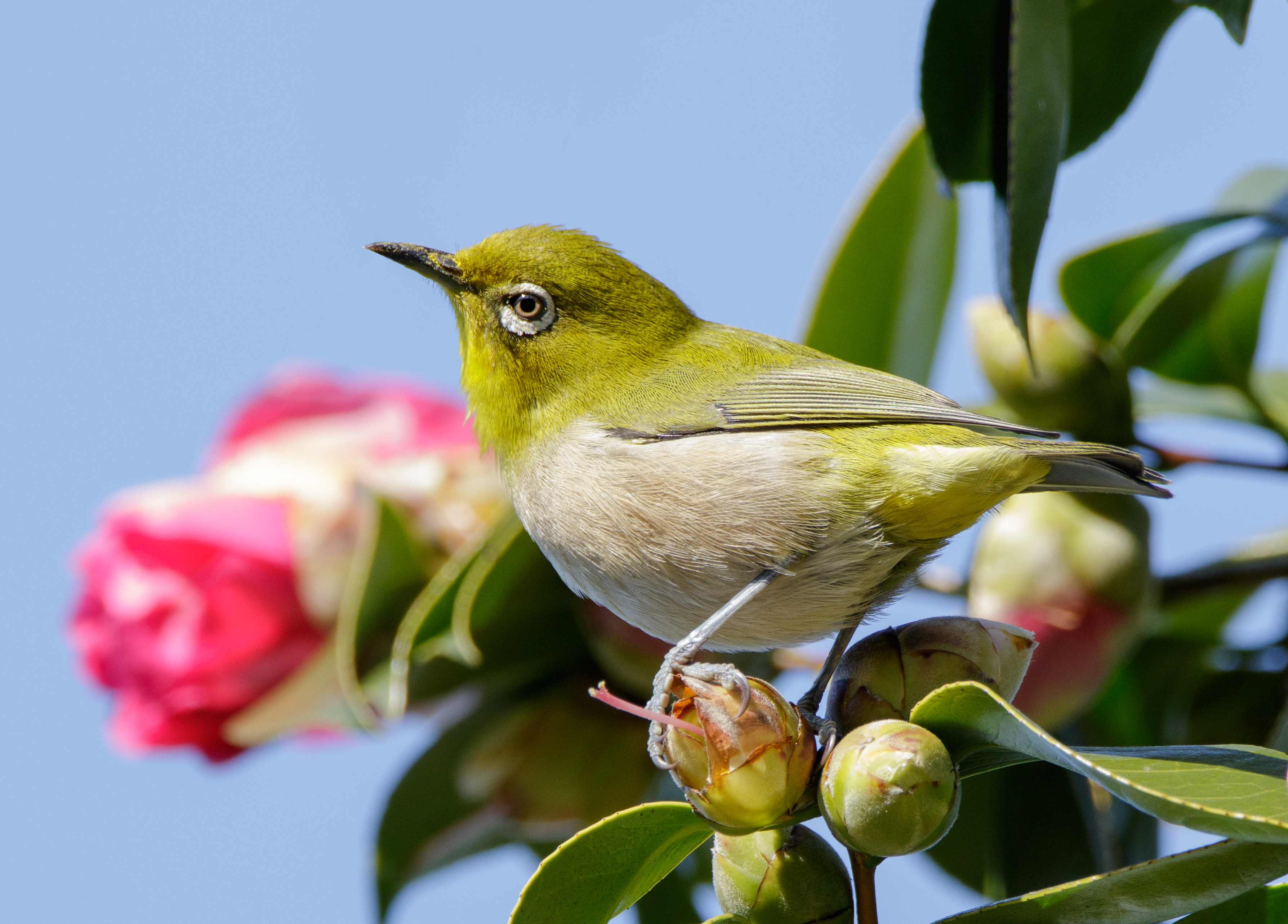
Vành khuyên Nhật Bản

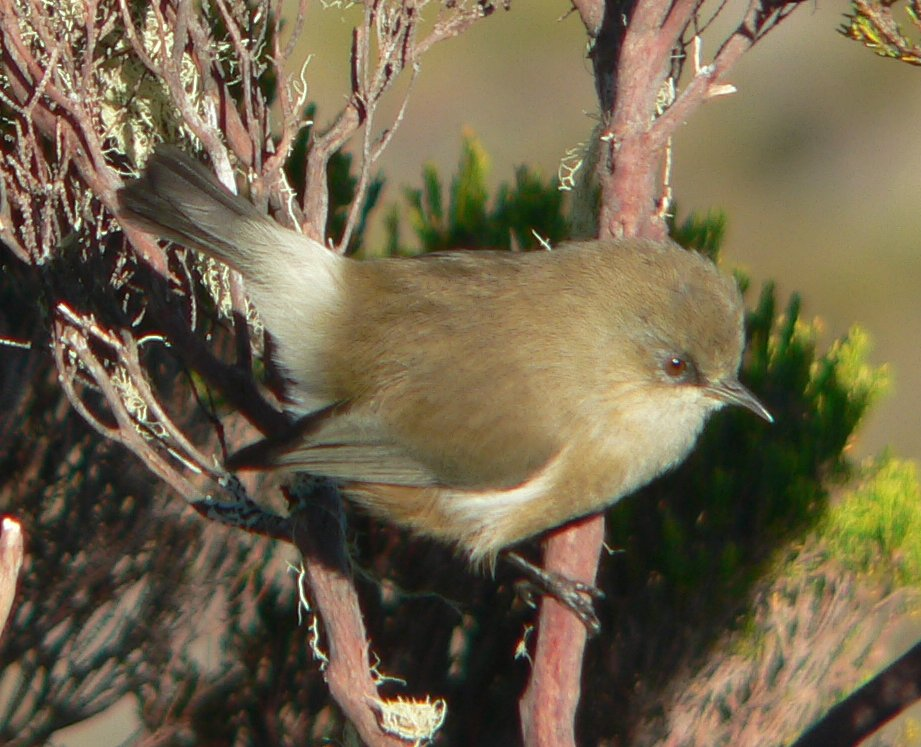
Vành khuyên Mascarene
Zosterops borbonicus borbonicus

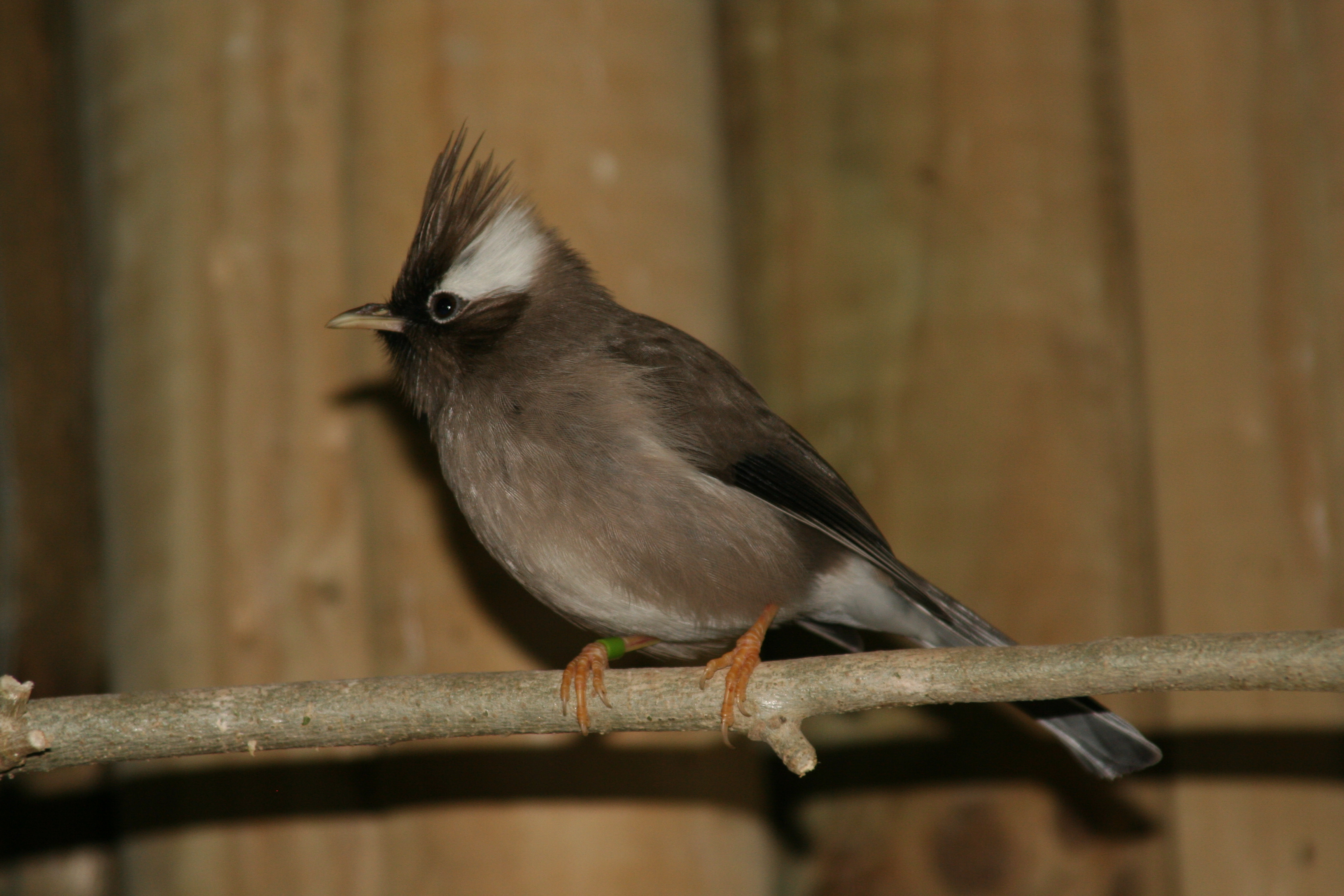
Khướu mào gáy trắng (Yuhina bakeri), một họ hàng gần của vành khuyên

- Yuhina – Khướu mào, khoảng 11 loài
  - Nhánh 1: Khướu mào cổ trắng (Yuhina diademata)
  - Nhánh 2: 3 loài
  - Nhánh 3: 7 loài.
- Megazosterops: 1 loài vành khuyên lớn (Megazosterops palauensis), đôi khi coi là một phần của chi Rukia.
- Apalopteron - vành khuyên đảo Bonin (trước đây gọi là "hút mật đảo Bonin")
- Cleptornis: 1 loài vành khuyên vàng (Cleptornis marchei)
- Rukia: 2 loài vành khuyên Đông Carolines ở Micronesia.
- Dasycrotapha (trước đây là một phần chi Stachyris): 3 loài đặc hữu Philippines.
- Sterrhoptilus (trước đây là một phần chi Stachyris): 3 loài đặc hữu Philippines.
- Zosterornis (trước đây là một phần chi Stachyris): 5 loài đặc hữu Philippines.
- Heleia: 2 loài vành khuyên ở Đông Timor
- Lophozosterops: 6 loài vành khuyên. Có lẽ nên gộp trong Heleia.
- Oculocincta: 1 loài vành khuyên lùn (Oculocincta squamifrons). Có lẽ nên gộp trong Heleia.
- Tephrozosterops: 1 loài (Tephrozosterops stalkeri). Có lẽ nên gộp trong Heleia.
- Zosterops: Vành khuyên điển hình (khoảng 75 loài, 1-3 loài mới tuyệt chủng gần đây).
- Chlorocharis: 1 loài vành khuyên đen miền núi (Chlorocharis emiliae). Có lẽ nên gộp trong Zosterops.
- Speirops: 4 loài. Có lẽ nên gộp trong Zosterops.
- Woodfordia: 2 loài vành khuyên. Có lẽ nên gộp trong Zosterops.

### Chuyển đi
- Hypocryptadius: 1 loài (Hypocryptadius cinnamomeus), chuyển sang họ Passeridae[8].
- Madanga: Vành khuyên họng hung, 1 loài (Madanga ruficollis), được cho có quan hệ họ hàng gần với các loài chim manh (Anthus spp.) thuộc họ Motacillidae.[9]